# Coraki
Coraki är en ort i Australien. Den ligger i kommunen Lismore Municipality och delstaten New South Wales, i den sydöstra delen av landet, omkring 580 kilometer norr om delstatshuvudstaden Sydney. Antalet invånare är 1 841.
Närmaste större samhälle är Goonellabah, omkring 20 kilometer norr om Coraki.
Trakten runt Coraki består till största delen av jordbruksmark. Runt Coraki är det ganska glesbefolkat, med 24 invånare per kvadratkilometer. Genomsnittlig årsnederbörd är 1 445 millimeter. Den regnigaste månaden är januari, med i genomsnitt 220 mm nederbörd, och den torraste är oktober, med 28 mm nederbörd.